# Monica Lewinsky
Monica Lewinsky (ur. 23 lipca 1973 w San Francisco) – Amerykanka, uczestniczyła w skandalu obyczajowym z udziałem prezydenta USA Billa Clintona.

## Życiorys
Jej ojciec, onkolog Bernard Lewinsky, urodził się w rodzinie niemieckich Żydów w Salwadorze.

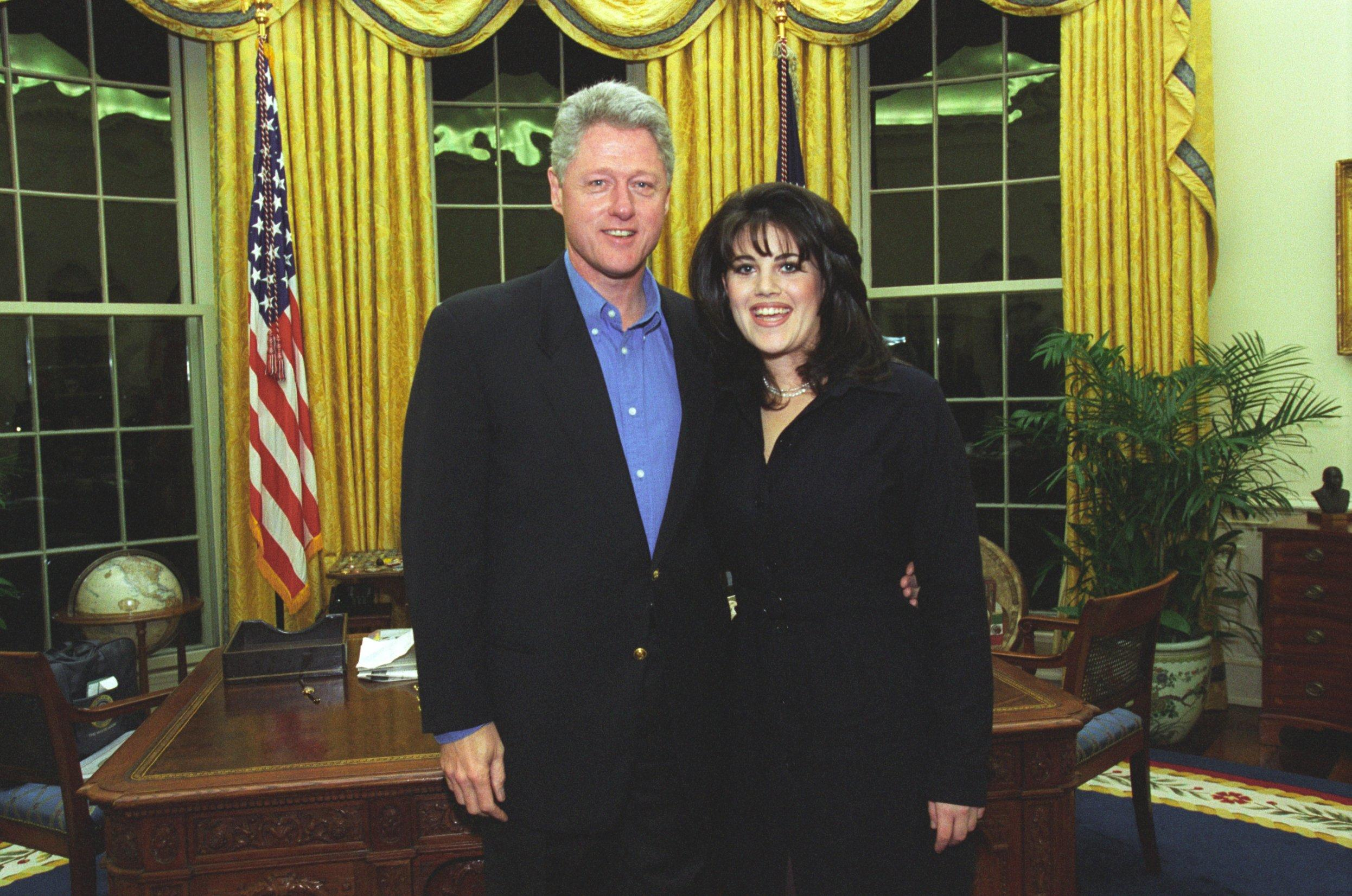
Bill Clinton i Monica Lewinsky w Gabinecie Owalnym w 1997 roku

Pracę jako stażystka w Białym Domu rozpoczęła po studiach w 1995 roku, w czasie pierwszej kadencji prezydenckiej Clintona. Jak później przyznała, między nią a prezydentem doszło wtedy do kontaktów seksualnych. Clintonowi proces o molestowanie seksualne w czasach, gdy był jeszcze gubernatorem Arkansas, wytoczyła Paula Jones. Wkrótce pojawiły się plotki o innych kobietach, w tym o Lewinsky. Prezydent zaprzeczał, jakoby romansował z Lewinsky, mówiąc: I did not have sexual relations with that woman, Miss Lewinsky („Nie miałem stosunków seksualnych z tą kobietą, z panną Lewinsky”). Skandal wybuchł w styczniu 1998 roku. Sprawą zajął się niezależny prokurator, Kenneth Starr. Lewinsky zgodziła się zeznawać i potwierdziła, iż między nią a prezydentem USA doszło do stosunków seksualnych. Jednym z dowodów miała być poplamiona prezydenckim nasieniem niebieska sukienka. Clintonowi zarzucono mówienie nieprawdy i stanął na krawędzi usunięcia z urzędu w drodze procedury impeachmentu. Ostatecznie, pomimo sprawy z Lewinsky (nazywanej także monicagate lub zippergate) Bill Clinton utrzymał swoje stanowisko. Hillary Clinton oficjalnie wybaczyła mężowi zdradę.
W 2014 zaangażowała się w zwalczanie przemocy w Internecie.